# Marquesado de Cubas
El marquesado de Cubas es un título nobiliario español concedido el 25 de febrero de 1862 por la reina Isabel II a María de la Blanca Fernández de Córdoba y Álvarez de las Asturias Bohorques, hija de Joaquín Fernández de Córdoba y Pacheco, VI duque de Aríon y de su esposa María Encarnación Álvarez de las Asturias Bohorques y Chacón.
El nombre del marquesado, hace referencia a la localidad de Cubas de la Sagra, en la provincia de Madrid.

## Marqueses de Cubas
|                        | Titular                                                                  | Periodo                |
| Creación por Isabel II | Creación por Isabel II                                                   | Creación por Isabel II |
| ---------------------- | ------------------------------------------------------------------------ | ---------------------- |
| I                      | Mª de la Blanca Fernández de Córdoba y Álvarez de las Asturias Bohorques | 1862-1917              |
| II                     | Joaquín Fernández de Córdoba y Osma                                      | 1918-1954              |
| III                    | Fernando Falcó y Fernández de Córdoba                                    | 1954-2020              |
| IV                     | Álvaro Falcó Chávarri                                                    | 2021-actual            |

## Historia de los marqueses de Cubas

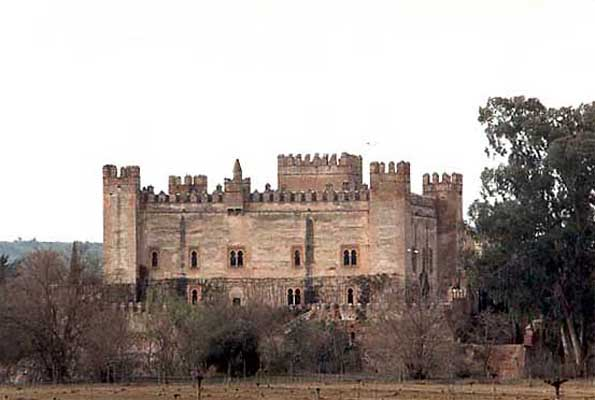
Castillo de los marqueses de Malpica, marqueses de Cubas.

- María de la Blanca Fernández de Córdoba y Álvarez de las Asturias Bohorques (n. 22 de octubre de 1835), I marquesa de Cubas.[3]

Se casó el 16 de marzo de 1862 con Andrés Plácido Lasso de la Vega, VIII conde de Casa Galindo, grande de España. Sin descendientes. Le sucedió su sobrino nieto:
- Joaquín Fernando Fernández de Córdoba y Osma (Biarritz, 21 de septiembre de 1870-Madrid, 19 de noviembre de 1957), II marqués de Cubas,  X conde de Berantevilla,[4] II y IV marqués de Griñón,[5] VIII duque de Arión,[2], II conde de Santa Isabel, grande de España,[6] II duque de Cánovas del Castillo,[7] XI marqués de Mancera, XV marqués de Povar, XI marqués de Malpica, X marqués de Valero (por rehabilitación en 1925), II marqués de la Puente[8]  y II marqués de Alboloduy. Era hijo de Fernando Fernández de Córdoba-Figueroa Álvarez de las Asturias Bohorques, VII duque de Arión, XI marqués de Malpica, XIV marqués de Povar y II marqués de Griñón y de Blanca Rosa Ana de Osma y Zavala.[9]

Se casó el 1 de diciembre de 1905 en San Sebastián con María de la Luz Mariátegui y Pérez de Barradas, III marquesa de Bay. 
Cedió el título a su nieto, hijo de su hija, Hilda Fernández de Córdoba y Mariátegui, XII condesa de Berantevilla, XIII marquesa de Mirabel y III condesa de Santa Isabel, y de su esposo, Manuel Falcó y Escandón (París, 2 de septiembre de 1892-ibidem, 28 de julio de 1975), XI marqués de Castel-Moncayo, IX duque de Montellano, X marqués de Pons y VII conde de Villanueva de las Achas:
- Fernando Falcó y Fernández de Córdoba (Palacio de las Dueñas, Sevilla, 11 de mayo de 1939-Madrid, 20 de octubre de 2020), III marqués de Cubas.[16]

Se casó en primeras nupcias con Marta Chávarri de Figueroa (m. 21 de julio de 2023).
Contrajo un segundo matrimonio con la aristócrata Esther María Koplowitz y Romero de Juseu, VIII marquesa de Casa Peñalver, X marquesa de Cárdenas de Montehermoso, VII marquesa de Campo Florido y VII  condesa de Peñalver. De su primer matrimonio tuvo un hijo, Álvaro Falcó Chávarri, que sigue:
- Álvaro Falcó Chávarri (n. 1983), IV marqués de Cubas.[17]

Casó el 2 de abril de 2022 con Isabelle Junot.